# Saint-Aubin (Nord)
Saint-Aubin és un municipi francès, situat a la regió dels Alts de França, al departament del Nord. L'any 2006 tenia 375 habitants. Administrativament formà part de l'Avesnois, geològicament de la regió de les Ardenes, històricament de l'Hainaut i els seus paisatges formen part de la Thiérache.
Es troba a 95 km de Lilla, Brussel·les o Reims (Marne), a 45 km de Valenciennes, Mons (B) o Charleroi (B), a 17 km de Maubeuge i a 7 km d'Avesnes-sur-Helpe.

## Demografia
| 1962                                       | 1968 | 1975 | 1982 | 1990 | 1999 |
| ------------------------------------------ | ---- | ---- | ---- | ---- | ---- |
| 322                                        | 341  | 325  | 390  | 383  | 392  |
| Des de 1962: població sense dobles comptes |      |      |      |      |      |

## Administració
| Període   | Identitat          | Partit |
| --------- | ------------------ | ------ |
| 2001-2008 | Paul Delevaque     |        |
| 2008-     | Mauricette Fréhaut |        |